# 異域
《異域》是由作家柏楊所創作的戰爭小說，內容以主角鄧克保第一人稱的口吻，娓娓敘述自1949年到1954年間，自緬甸北境撤往泰國北方，現居於泰國北部地區與緬甸、寮國交界地帶的原中華民國國軍——今簡稱「孤軍」——的一本書籍。故事描述1949年中華民國國軍自中國大陸撤退時，一支潰散的孤軍在雲南與緬甸邊區叢林建立起一片游擊隊基地，以及這一批孤臣孽子在生死邊緣的絕境當中與命運搏鬥、並且冀求反攻中國大陸的血淚經歷。《異域》後來被改編成為電影《異域》。

## 歷程

### 創作
根據柏楊所述，《異域》小說的資料來源，是當時柏楊於《自立晚報》編輯部工作時，報社駐臺北板橋記者馬俊良每天訪問一兩位從泰北撤退到臺灣的孤軍，將對方口述該地狀況情形紀錄下來之後，他再把採訪資料交給柏楊，後由柏楊撰寫成文。由此可知柏楊本人並沒有親身經歷，資料也從第三者採訪而來，《異域》並不是紀實報導。

### 發表
而後，柏楊自1961年開始，以筆名「鄧克保」在《自立晚報》社會版連載刊登以紀實報導為形式的文章，標題為〈血戰異域十一年〉。文章剛開始時，作者說，鄧克保是一個化名、是一個在逃難時死在身旁的軍人，理由是他接受記者訪問後「還要回到游擊區」去，因此不能用真實姓名。然而，故事中的時空背景皆真有其事；書中的軍人將領，除了鄧克保，也都真有其人，例如李彌將軍、李國輝團長等。既有確切的時間、地點與真實人物，又全部以第一人稱敘述，尤其是出現在新聞版面上，言之鑿鑿，讓讀者無所懷疑，因此是被當作真人實事來刊載及閱讀，是受訪者個人的親身經歷加上旁邊戰友的真實事情。

### 出版
連載文章在報紙刊出後，意外得到讀者極熱烈的回響，報社收到大批寫給鄧克保的信，也促使小說的出版，同一年即由平原出版社發行；然而因故事內容只寫了十一年中的前六年，因此把名字從「血戰異域十一年」改為「異域」，但作者依舊是「鄧克保」。然而，1967年柏楊因大力水手事件入獄，其所有作品包括小說與雜文皆在查禁之列；惟獨《異域》一書因作者姓名的「陌生」或根本「查無此人」，有意無意間竟逃過了查禁的耳目，持續熱賣，甚至更迭有出版社四度接手再版，每版又再刷印十餘次，每次又有數十萬本銷量。一九九九年香港《亞洲週刊》票選「二十世紀中文小說一百強」，《異域》排名三十五，從報導文學的「記實」到小說的「虛擬」，可論述空間極大。同年，在香港大學亞洲研究中心舉辦的「柏楊思想與文學國際學術討論會」中，仍有這一類的辦正，正可見其構成的特異及內涵飽滿的張力。撇開文類的糾結，從戰爭文學的角度來看，《異域》堪稱一部台灣文學的經典之作。
1977年由星光出版社再版，1988年躍昇文化再版，1990年由朱延平改編為電影《異域》。2001年，由遠流出版公司出版。

## 目錄
- 第一章　元江絕地大軍潰敗
- 第二章　四小時掩護下退向緬甸
- 第三章　第一次中緬大戰
- 第四章　反攻雲南
- 第五章　中緬第二次大戰
- 第六章　勝利帶給我們撤退